# Liste des députés à l'Assemblée nationale constituante de 1945

Cette liste recense les personnes qui ont assuré un mandat de député au cours de l'Assemblée nationale constituante de 1945.
- Haut – A
- B
- C
- D
- E
- F
- G
- H
- I
- J
- K
- L
- M
- N
- O
- P
- Q
- R
- S
- T
- U
- V
- W
- X
- Y
- Z

## A
- Bachir Abddelouahab
- Pierre Abelin
- Mohand Achour
- Julien Airoldi
- Joseph Allauzen
- Auguste Allonneau
- Paul Antier
- Sourou Migan Apithy
- Charles d'Aragon
- Gabriel d'Arboussier
- Georges Archidice
- Philippe d'Argenlieu
- Franck Arnal
- Jacques Arrès-Lapoque
- René Arthaud
- Emmanuel d'Astier de La Vigerie
- Albert Aubry
- Jean-Fernand Audeguil
- Louis-Alexandre Audibert
- Louis-Paul Aujoulat
- Francis Aupiais
- Vincent Auriol
- Joseph Aussel
- Antoine Avinin
- Augustin Azémia

## E
- Eugénie Éboué-Tell
- Émile Engel
- Louis Escande
- Jean Etcheverry-Aïnchart
- Just Évrard

## K
- Robert Kalis
- Roger, Maurice, Gaston Kaouza
- Félix Kir
- Maurice, Benjamin Kriegel-Valrimont
- Alfred Krieger

## W
- Jean Wagner
- Henri Wallon
- Joseph Wasmer
- Robert Wetzel
- Paul Winter
- Jean Worms dit Germinal

## Z
- Gilbert, Joseph Zaksas
- Deiva Zivarattinam
- Michel Zunino